# Kerakat
Kerakat é uma cidade e uma nagar panchayat no distrito de Jaunpur, no estado indiano de Uttar Pradesh.

## Demografia
Segundo o censo de 2001, Kerakat tinha uma população de 12,472 habitantes. Os indivíduos do sexo masculino constituem 52% da população e os do sexo feminino 48%. Kerakat tem uma taxa de literacia de 60%, superior à média nacional de 59.5%: a literacia no sexo masculino é de 68% e no sexo feminino é de 50%. Em Kerakat, 17% da população está abaixo dos 6 anos de idade.